# Sainte-Cécile-du-Trastevere (titre cardinalice)
Le titre cardinalice de Sainte-Cécile-du-Transtévère (Église Sainte-Cécile-du-Trastevere), a probablement été créé peu après la mort en martyr de sainte Cécile pendant la persécution de Dioclétien.
Le pape qui l'a institué n'est pas connu, mais le titre est présent lors du synode romain du 1er mars 499. Selon le catalogue de Pietro Mallio, rédigé sous le pontificat d'Alexandre III, ce titre dépendait de la basilique Saint-Pierre et ses prêtres officiaient à tour de rôle
On compte quatre papes parmi ses titulaires : Étienne III (Étienne), Victor III (Dauferius), Martin IV (Simon de Brie) et Grégoire XIV (Niccolò Sfondrati).

## Titulaires
| - Giacomo Aventino (?) (319?-?) - Romano Dinamio (?) (335?-?) - Ammonio Seleusio (?) (377?-?) - Valentino Salaminio (?) (414?-?) - Frodiano Narciso (ou Herodiano) (436?-?) - Tusco Domno (463?-?) - Martiniano (ou Marciano?) (494-?) - Marciano (?) (499- avant 514) - Sabino Ponzio (514-?) - Boniface (vers 530) - Gotus Boniface (590?-?) - Victor (590- avant 604) - Rufo Adéodat (604-?) - Jean (714- avant 731?) - Sisinnio (731-761) - Maginensio Ascanio (?) (741-768?) - Étienne (761-768), élu pape sous le nom d'Étienne II. - Juste (827- avant 853) - Léon (853- avant 867) - Léon (867- avant 872) - Jean (872-?) - Stefano (964- avant 967) - Gianvier (ou Giovanni, ou Gennaro) (965- avant 1012) - Stefano (avant 1012- avant 1033) - Stefano (1033-1043) - Giovanni (1044- avant 1058) - Dauferius (ou Desiderius), osb (1059-1086), élu pape sous le nom de Victor III, canonisé par Léon XIII. - Giovanni (?) (1099-?) - Pietro (vers 1099- vers 1107) - Giovanni (vers 1107- vers 1120) - Gianroberto Capizucchi (1125-1127) - Joselmo (ou Goselino, ou Joselino, ou Anselmo) (1128- vers 1138) - Goizzone (ou Goizo) (1138- vers 1146) - Ottaviano de Monticello (1151-1159) - Manfred (ou Mainfroy), osb (1173-1176) - Tiberio Savelli (1176-1178) - Pietro da Licate (1178) - Cinzio Papareschi (ou dei Guidoni Papareschi) (1178-1182) - Pietro Diana (ou Giana, ou Piacentino, ou da Piacenza) (1188-1208) - Pelagio Galvani (ou Galvão), osb (1210-1213) - Simon de Sully (ou Siméon ou de Solliaco) (1231-1232) - Simon de Brie (ou Siméon, ou de Brion, ou de Mainpincien) (1261-1281), élu pape sous le nom de Martin IV - Jean Cholet (1281-1293) - Tommaso d'Ocre, ordre des Célestins (1294-1300) - Guillaume-Pierre Godin, OP (1312-1317) - Guy de Boulogne (ou de Montfort) (1342-1350) - Bertrand Lagier, OFM (1375-1378) - Bonaventura Badoaro de Peraga, Augustin (1378-1389) - Adam Easton, osb (1389-1398) - Guillaume de Vergy (1391-1407), pseudo-cardinal de l'antipape Clément VII - Antonio Caetani (1402-1405) - Antoine de Challant (1412-1418) - Louis Aleman (ou Allemand, ou Alamanus, ou Alemanus, ou Almannus, ou Alamandus) (1426-1440) ; suspendu (1440-1449) ; rétabli (1449-1450) - Rinaldo Piscicello (1457) (ou 1457-1460) - Niccolò Fortiguerra (ou Forteguerri) (1460-1473) - Giovanni Battista Cibo (ou Cybo) (1474-1484), élu pape sous le nom d'Innocent VIII - Giovanni Giacomo Schiaffinati (1484-1497) | - Lorenzo Cibo de' Mari (1497-1500) (in commendam) - Francisco de Borja (1500-1506) - Francesco Alidosi (1506-1511) - Carlo Domenico del Carretto (1513-1514) - Thomas Wolsey (1515-1530) - Gabriel de Gramont (1531-1534) - Francesco Cornaro (1534) - Jean du Bellay (1535-1547) - Charles de Lorraine-Guise (1547-1555) - Robert de Lénoncourt (1555-1560) - Alfonso Gesualdo di Conza (ou Gonza) (1561-1572) - Vacance (1572-1585) - Niccolò Sfondrati (1585-1590), élu pape sous le nom de Grégoire XIV. - Paolo Emilio Sfondrati (1591-1611) ; en commende (1611-1618) - Giambattista Leni (1618-1627) - Federico Cornaro (1627-1629) - Giovanni Domenico Spinola (1629-1646) - Michele Mazzarino, OP (1647-1648) - Gaspare Mattei (1648-1650) - Francesco Angelo Rapaccioli (1650-1657) - Ottavio Acquaviva d'Aragona le Jeune (1658-1674) - Philip Thomas Howard of Norfolk, OP (1676-1679) - Giambattista Spinola (1681-1696) - Celestino Sfondrati, osb (1696) - Jacopo Antonio Morigia, ordre des Barnabites (1699-1708) - Francesco Acquaviva d'Aragona (1709-1724) - Philippe-Antoine Gualterio (1725-1726) - Cornelio Bentivoglio (1727-1732) - Troiano Acquaviva d'Aragona (1733-1747) - Joaquín Fernández Portocarrero (1747-1753) ; en commende (1753-1757) - Giorgio Doria (1757-1759) - Cosimo Imperiali (1759-1764) - Giuseppe Maria Feroni (1764-1767) - Ferdinando Maria de Rossi (1767-1775) - Girolamo Spinola (1775) ; en commende (1775-1784) - Hyacinthe-Sigismond Gerdil, ordre des Barnabites (1784-1802) - Giuseppe Maria Doria Pamphilj (1802-1803) ; en commende (1803-1818) - Giorgio Doria Pamphilj (1818-1837) - Giacomo Luigi Brignole (1838-1847) ; en commende (1847-1853) - Giovanni Brunelli (1853-1861) - Karl August von Reisach (1861-1868) - Innocenzo Ferrieri (1868-1887) - Mariano Rampolla del Tindaro (1887-1913) - Domenico Serafini, osb (1914-1918) - Augusto Silj (1919-1926) - Bonaventura Cerretti (1926-1933) - Francesco Marmaggi (1936-1949) - Gaetano Cicognani (1953-1959) - Albert Gregory Meyer (1959-1965) - John Patrick Cody (1967-1982) - Carlo Maria Martini, SJ (1983-2012) - Gualtiero Bassetti depuis 2014 |

## Sources
- (it) Cet article est partiellement ou en totalité issu de l’article de Wikipédia en italien intitulé « Santa Cecilia (titolo cardinalizio) » (voir la liste des auteurs).